# George Douglas (död 1636)
George Douglas (stavade själv namnet Duglass), död 3 september 1636 i Demmin, var en engelsk diplomat och svensk militär.
George Douglas var son till George Douglas of Mordington som slog sig ned i England sedan Jakob I blivit kung där. Han erhöll en vårdad uppfostran, skrev och talade latin samt hade även kunskaper i grekiska. Enligt en uppgift skall han även studerat vid Oxford University. Han skall enligt vissa källor ha trätt i svensk tjänst 1623, men först 1624 finns han dokumenterad som löjtnant vid James Spens värvade infanteriregemente. Han kom tidigt i gunst hos Axel Oxenstierna och var vän med den tidigare engelske ambassadören Thomas Roe. Douglas var 1625 kapten vid samma regemente och 1628-1632 överstelöjtnant vid James Ramsays värvade infanteriregemente. För att stärka Ramsays och John Hamiltons värvade skotska regementen sändes Douglas tillsammans med L. Leslie till Skottland för att värva förstärkningar.
1631 var han åter vid armén och deltog i februari 1632 i stormningen av Bad Kreuznach, under det att hans regementschef James Ramsay då låg sårad. George Douglas slogs här vid sidan av sina bröder William och Robert Douglas, av vilka brodern William stupade i striderna. Den 18 februari satte sig George Douglas med sina skotska trupper fast vid stadsporten, 20 februari lyckades man skjuta en bräsch i muren och 21 februari stormades staden. Möjligen erhöll George Douglas de skador han senare omtalar i samband med striderna här. Efter stadens erövring var George Douglas tillförordnad kommendant i Kreuznach.
George Douglas trädde nu i engelsk tjänst som agent. Enligt J. Fowler som författat en biografi över honom skall han ha kommit i konflikt med Gustav II Adolf och en tid fängslats, men snart frigivits. Han skall ha erbjudits ett uppdrag i Frankfurt men avböjt trots övertalningsförsök från Axel Oxenstierna. Enligt ett brev till Oxenstierna 1633 klagade han över innestående fordringar på kronan om minst 5.000 riksdaler, vilka krav han menade inte ens hade granskats.
Hans första uppdrag blev att undersöka förhållandena i Pfalz. När Stilleståndet i Altmark löpte ut sändes Douglas som nu slagits till riddare som engelsk delegat och medlare vid förhandlingarna. I förhandlingarna som fram till 1635 hölls i Mainz och därefter i Stuhmsdorf hade han ingen större framgång. Till en början tog han tydligt ställning för Polen, möjligen på grund av missnöje med den svenska kronan. Sedan även den franske diplomaten C. d'Avaux anlänt uppkom en stark rivalitet mellan de båda, varvid d'Avaux vann polske kungens förtroende, och det ledde till missnöjesyttringar mot polackerna från Douglas sida. Förhandlingarna var nära att bryta samman, men till slut lyckades man hitta en uppgörelse.
Douglas begav sig nu från Danzig till Demmin i svenska Pommern, där hans släkting Robert Cunningham var kommendant. Här skall ett järtecken ha inträffat samma afton då Douglas red in i staden. Kyrkklockorna i Sankt Bartholomeuskyrkan skall ha börjat ringa av sig själva, trots att ingen befann sig i tornet. Douglas bjöds på supé hos Cunningham tillsammans med sin avlägsne släkting Robert Douglas som också befann sig i staden. Dagen efter insjuknade Douglas och avled kort därefter.